# Herman van Bronckhorst-Batenburg (Anholt)

Stamwapen van Bronckhorst

Herman van Bronckhorst (1430 - 12 februari 1520) heer van Batenburg en Steyn. Hij was de zoon van Dirk I van Bronckhorst-Batenburg (Anholt) en Catharina van Gronsveld.

## Huwelijk en kinderen
Herman trouwde met Magdalena van Flodrop. Zij was een dochter van Godfried (Godart) van Flodrop heer van Leuth en Dalenbroich, voogd van Eijsden, maarschalk van Valkenburg en Catharina van Winandsrath. Uit zijn huwelijk is geboren:
- Dirk II van Bronckhorst-Batenburg (Anholt). Hij trouwde met Swana van Harf

Van Bronckhorst-Batenburg koopt in 1465 de heerlijkheid Stein van de familie Heinsberg. Hij werd begraven in de grafkelder van de Sint Martinuskerk in Stein.

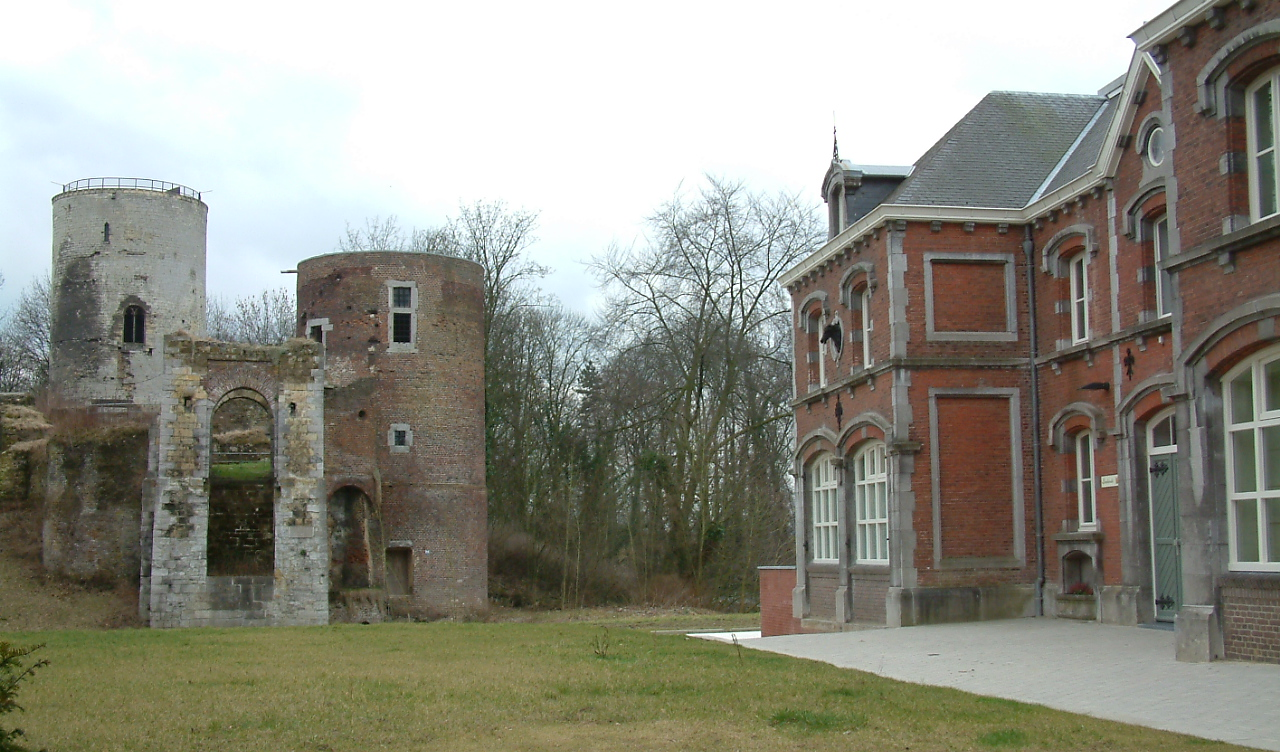
Kasteel Stein, binnenplaats gezien vanaf de toegangspoort met links op de achtergrond de oude donjon de "Witte Toren" gelegen op de motte, rechts daarvan de z.g. "Rode Toren" en geheel rechts het koetshuis in de westvleugel
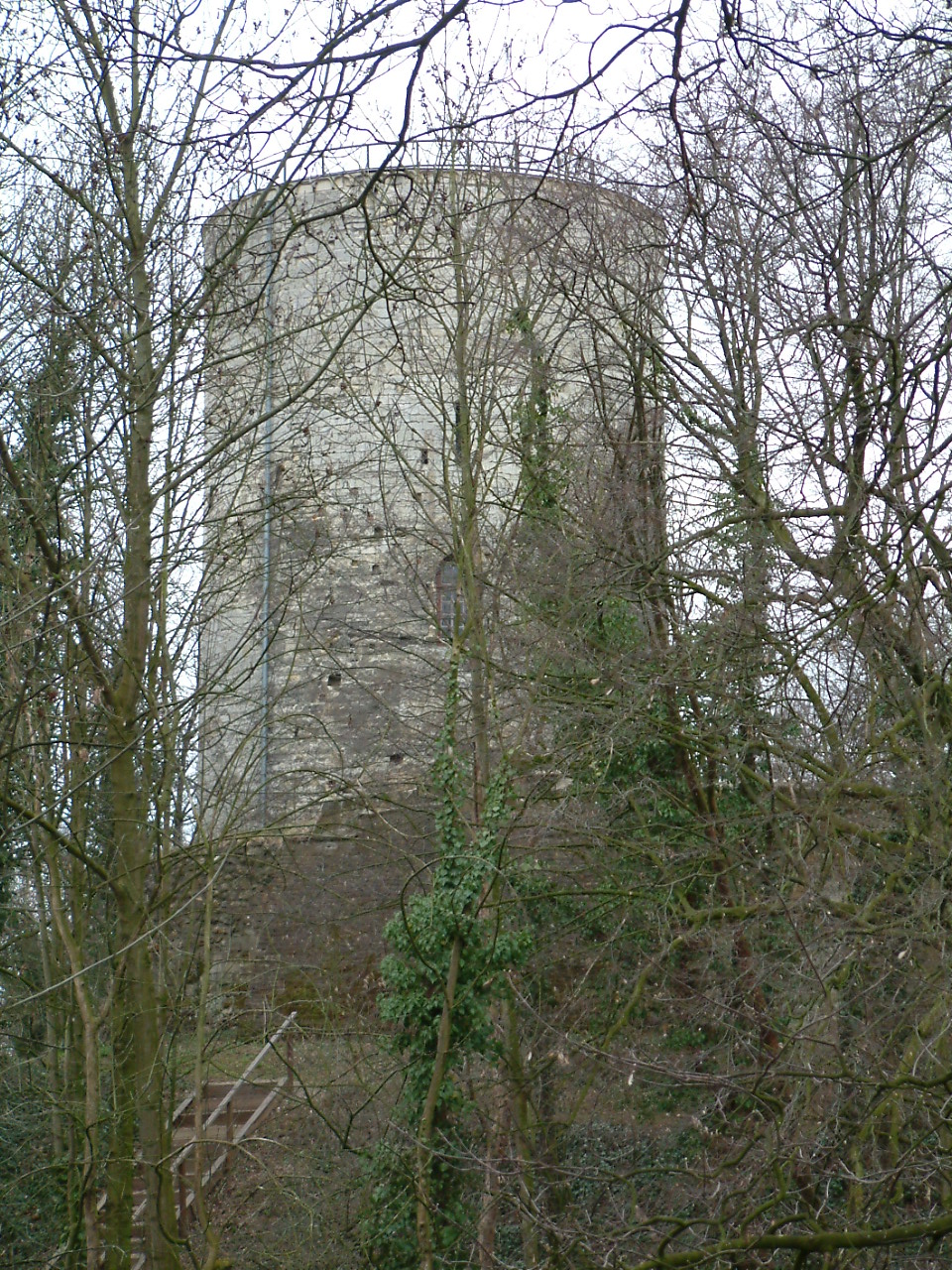
Kasteel Stein, de donjon of "Witte Toren" op de motte